# Delft

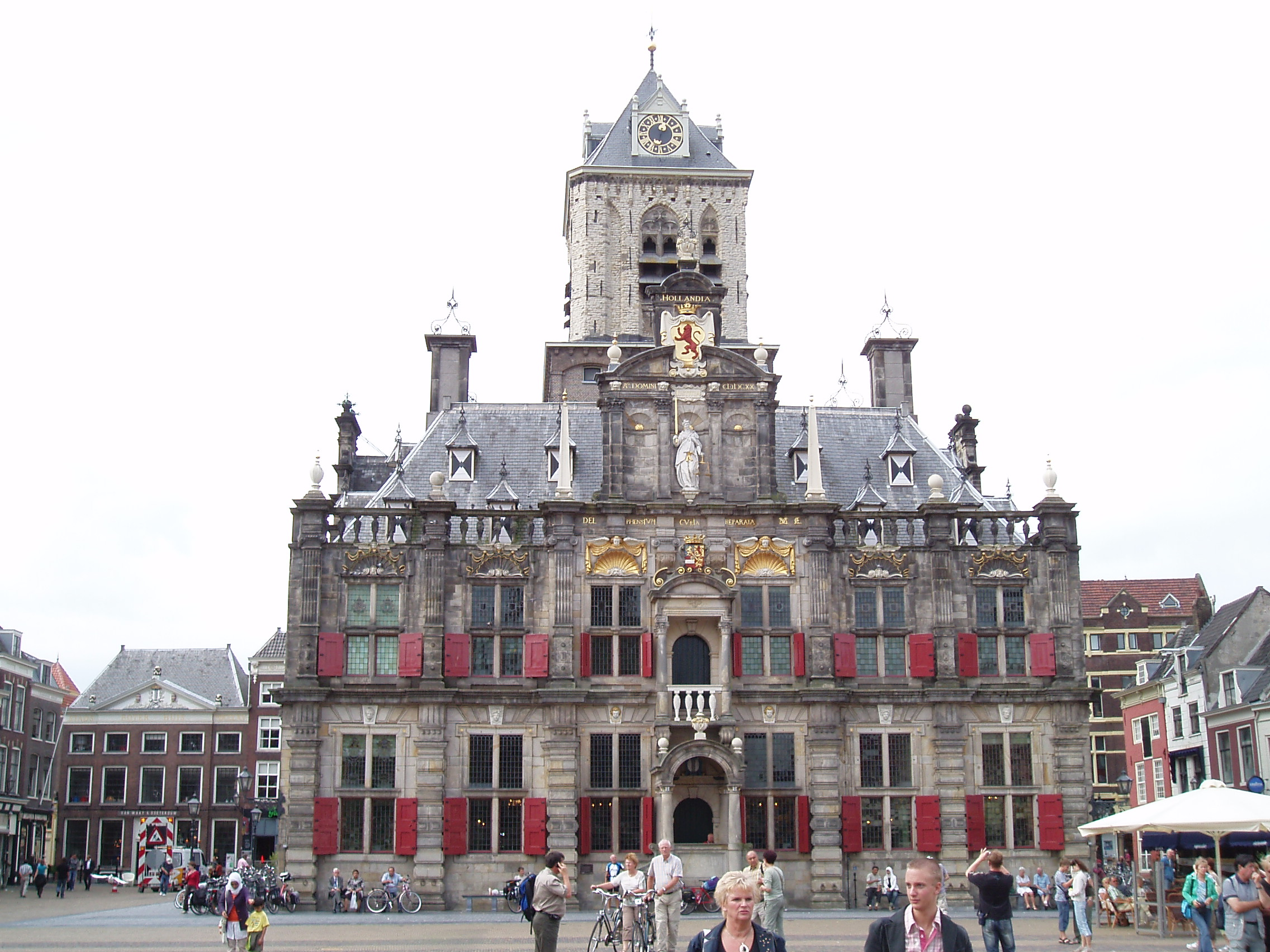
Radnice v Delftu

Delft je nizozemské město ležící v provincii Jižní Holandsko mezi Haagem a Rotterdamem, jedno z nejstarších historických sídel Holandska, proslulé architekturou, modře zdobenou keramikou a univerzitou. Žije zde přibližně 109 tisíc obyvatel.

## Historie
Osadu založil lotrinský kníže Gottfried IV. Hrbatý roku 1071 rozšířením svého panského dvora a zřízením prvního kanálu. Ze středonizozemského termínu pro kanál byl odvozen název města. Město rychle bohatlo díky místnímu zemědělství, řemeslům a obchodu. V 15. století se zde připomíná na 140 pivovarských (právovárečných) domů a několik tkalcoven sukna. Ve Zlatém věku Nizozemska byl Delft společně s Amsterodamem nejvýznamnějším městem hrabství Holland a dodnes jsou obě města nejpopulárnějšími turistickými místy v Nizozemí.
Roku 1536 město zničil velký požár, a v následujícím období náboženské reformace byly zrušeny kláštery.
V 16. a 17. století město bojovalo o nezávislost na Španělsku. Za sídlo si je zvolil vůdce povstalců, princ Vilém I. Oranžský. Roku 1572 si dal upravit rezidenci (Prinsenhof) a rozšířil městské opevnění. Reorganizoval a sjednotil pod svým velením vojska severních provincií a snažil se zabránit rozdělení země. V hodnosti místodržitele Spojených nizozemských provincií bojoval až do svého zavraždění 10. července 1584.
Roku 1602 zde byla založena Nizozemská východoindická společnost (VOC) pro dálkový námořní obchod. Operovala s flotilou více než 100 lodí mezi Nizozemím a Dálným Východem. Její kanceláře byly v přístavech Indie, Barmy, na Jávě, Borneu, v Japonsku i v Číně. Obchodovala s kořením, kávou, čajem, čínským porcelánem, slonovinou a dalším luxusním zbožím.
Do konce 18. století byl Delft hlavním centrem řemesel, obchodu, výtvarného umění, vědy a kultury. Vůdčími podporovateli byly šlechtické rodiny Pauw, Van der Graeff, Van Udrichem a Van der Dussen.
Delftskou malířskou školu ve 2. polovině 17. století vytvořili Jan Vermeer, Carel Fabritius a Pieter de Hooch, sdružení v Cechu sv. Lukáše, jehož dům je dodnes Vermeerovým památníkem.

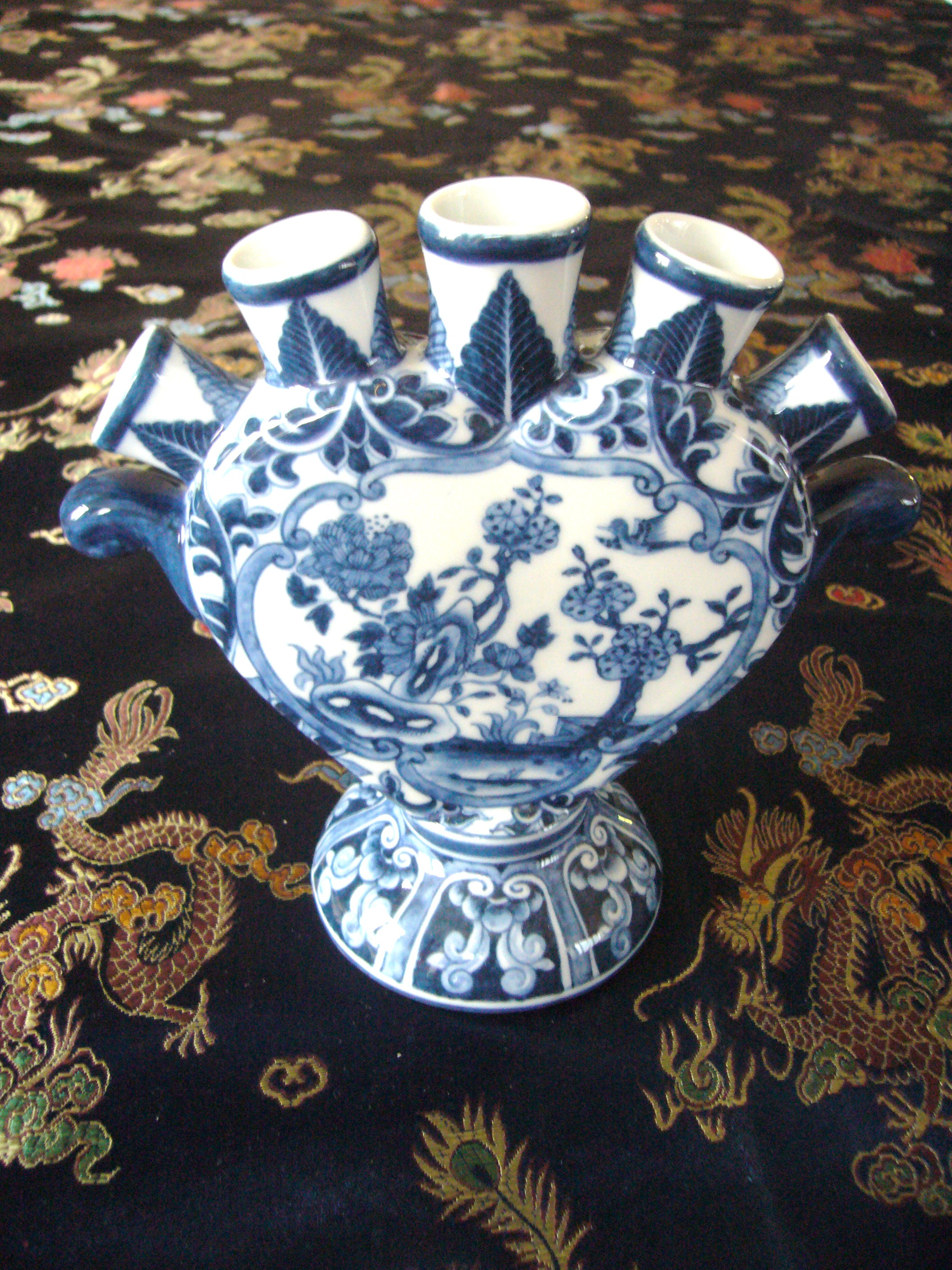
Tulipánová váza, jeden z proslulých fajánsových výrobků z manufaktur v Delftu

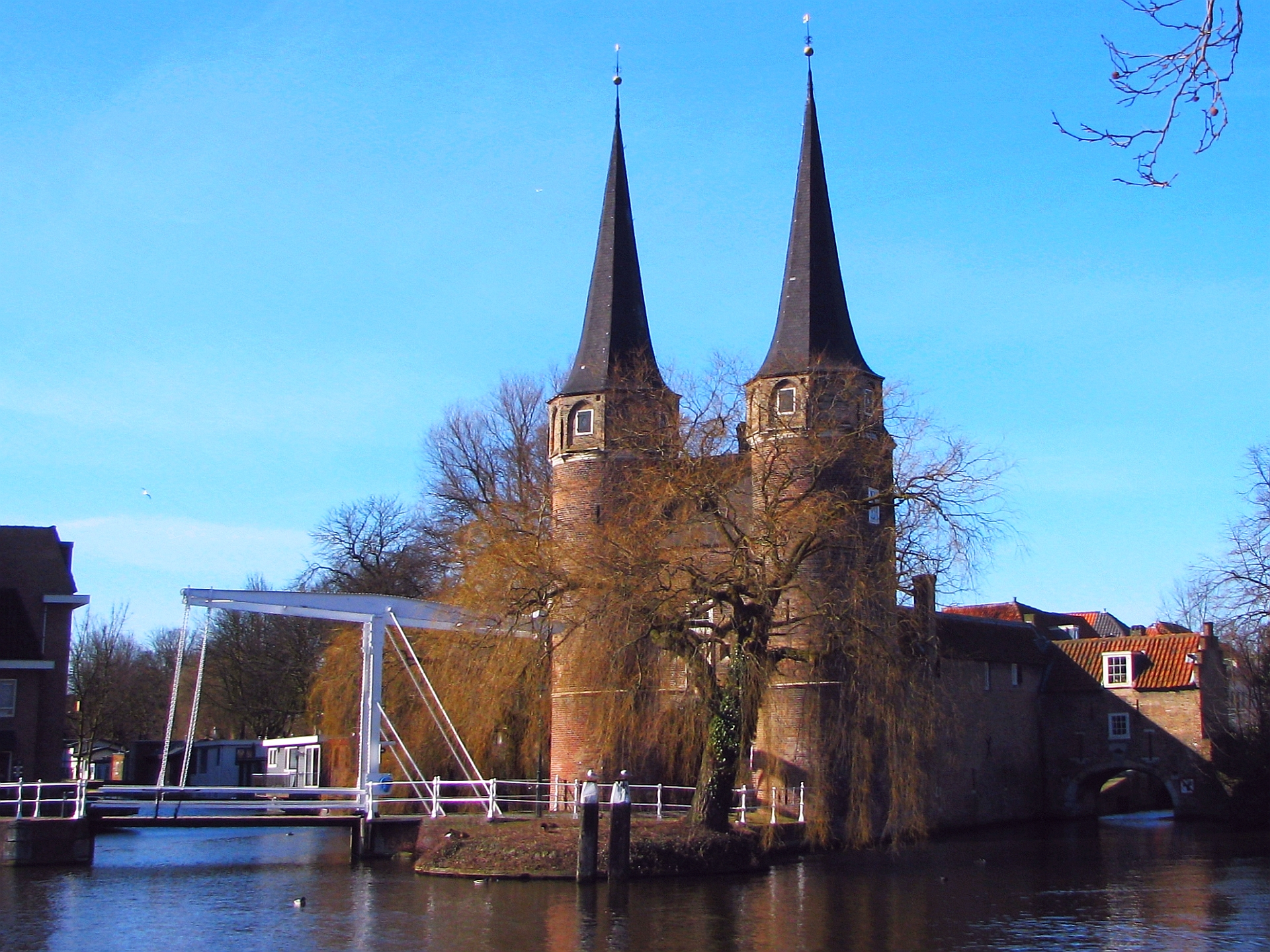
Delft "Oostport"

V několika manufakturách se zde vyráběla keramika z bílé hlíny s bílou glazurou zdobenou modrým kobaltovým (někdy také pestrobarevným) dekorem, světoznámá pod jménem delftská modrá fajáns (Delft blauw). Zhotovovalo se z ní jak stolní nádobí, tak rukojeti příborů, svícny, figurky, obkladačky i podlahové dlaždice. Proslulé jsou vázy na tulipány s radiálně uspořádanými otvory pro každou květinu zvlášť a patrové vázy ve tvaru pyramidy, někdy v čínském stylu. Oblíbené byly také konvičky a smetanu ve tvaru stojící figurky krávy. V období vleklých válek mezi Anglií a Francií zdejší manufaktury a trh poněkud upadaly a po napoleonských válkách Delft klesl mezi spíše chudá provinční města. Zaostávání průmyslu však nepřímo přispělo k zachování historického jádra města s mnoha architektonickými památkami.
Vzdělanost byla povznesena roku 1842, kdy král Vilém II. založil Královskou akademii pro vzdělání městských inženýrů, díky níž se rozšířily podnikatelské možnosti. Tato akademie byla uzavřena roku 1864 a nahradila ji všestrannější Polytechnická škola, dodnes významná Technická univerzita v Delftu. Hlavními obory studia byly architektura, městské, vodní a lodní stavitelství, strojírenství a hornictví. Dnes zde studuje kolem 13 000 studentů. V žebříčku světových technických univerzit 2010 se tato univerzita umístila na 33. místě.
Nástup průmyslu byl podpořen železnicí, jejíž nádraží bylo v Delftu otevřeno roku 1847. K hlavním podnikům patřili výrobci lihovin a zbraní.

## Památky
Významné chrámy:
- Starý kostel Oude Kerk – raně gotická trojlodní bazilika, založená ve 13. století . V západním průčelí má mírně šikmou věž vysokou 90 metrů, ve které je pověstná zvonkohra s 500 zvonky. Interiér kostela byl poškozen velkou explozí střelného prachu roku 1654. Proto se z vnitřního zařízení dochovaly jen epitafy a náhrobky. Významné jsou náhrobní desky malíře Jana Vermeera, mořeplavců Maartena Trompa, Pieta Heina a přírodovědce Antoni van Leeuwenhoeka.
- Nový kostel Nieuwe Kerk – je síňové trojlodí s katedrálním chórem a 15 chórovými kaplemi z druhé poloviny 14. století a 15. století. V závěru je podzemní krypta s hrobkami nizozemské královské rodiny domu Oranžsko-Nasavského, která není přístupná veřejnosti. Nad ní stojí mramorové mauzoleum prince Viléma I. Oranžského ve tvaru patrové stavby s baldachýnem s ležící figurou prince z bílého mramoru. Významný klasicistní náhrobek Viléma Georga Friderika při jihovýchodní stěně chóru vytesal italský sochař Antonio Canova. Celkem je tu pohřbeno 40 členů panovnické rodiny. V severní stěně transeptu je okno s vitráží upomínající na právníka Hugo de Groota, jehož náhrobek je v jedné z chórových kaplí a pomník stojí před kostelem.

Paláce a domy:
- Rezidence prince Viléma I. Oranžského tzv. (Prinsenhof) – palác přestavěný roku 1572 ze zrušeného kláštera sv. Agáty, přiléhá k němu kaple. Zde byl roku 1584 princ Vilém I. zavražděn. Dnes zde sídlí muzea s cennou sbírkou map, plánů, středověkého sochařství a delftské keramiky.
- Radnice Stadhuis – renesanční špalíček s gotickou věží na náměstí; zbudovali ji v letech 1614–1622 architekti Hendik de Keyser a jeho syn; uvnitř dnes obrazárna s díly od roku 1618
- Obilní burza Korenbeurs s bývalým masným trhem a tržnicí
- Městská váha De Waag – budova po požáru z roku 1536 přestavěná v roce 1644
- Dům cechu sv. Lukáše delftských malířů, dnes památník Jana Vermeera
- rodný dům Jana Vermeera
- desítky řadových domů ve stylu brabantské gotiky, renesance či baroka

Ostatní stavby:
- Východní městská brána se dvěma věžemi a padacím mostem Oostpoort
- Větrný mlýn De Roos

## Průmysl
V Delftu jsou továrny na zbraně, olověné kule, stroje, z potravinářského průmyslu ocet, olej, želatina, droždí a likéry. Také je tu průmysl sklářský, strojírenský, elektrotechnický, farmaceutický, papírenský a kartonážní. Vyrábí se tu košíky, město je proslulé světoznámou delftskou fajánsí.

## Rodáci
- Michiel van Mierevelt (1. května 1567 – 27. června 1641)
- Hugo Grotius (10. dubna 1583 – 28. srpna 1645)
- Frederik Hendrik (29. ledna 1584 – 14. března 1647)
- Jan Vermeer (31. října 1632 – 15. prosince 1675)
- Anton van Leeuwenhoek (24. října 1632 – 27. srpna 1723)
- Alexander Pechtold (16. prosince 1965)

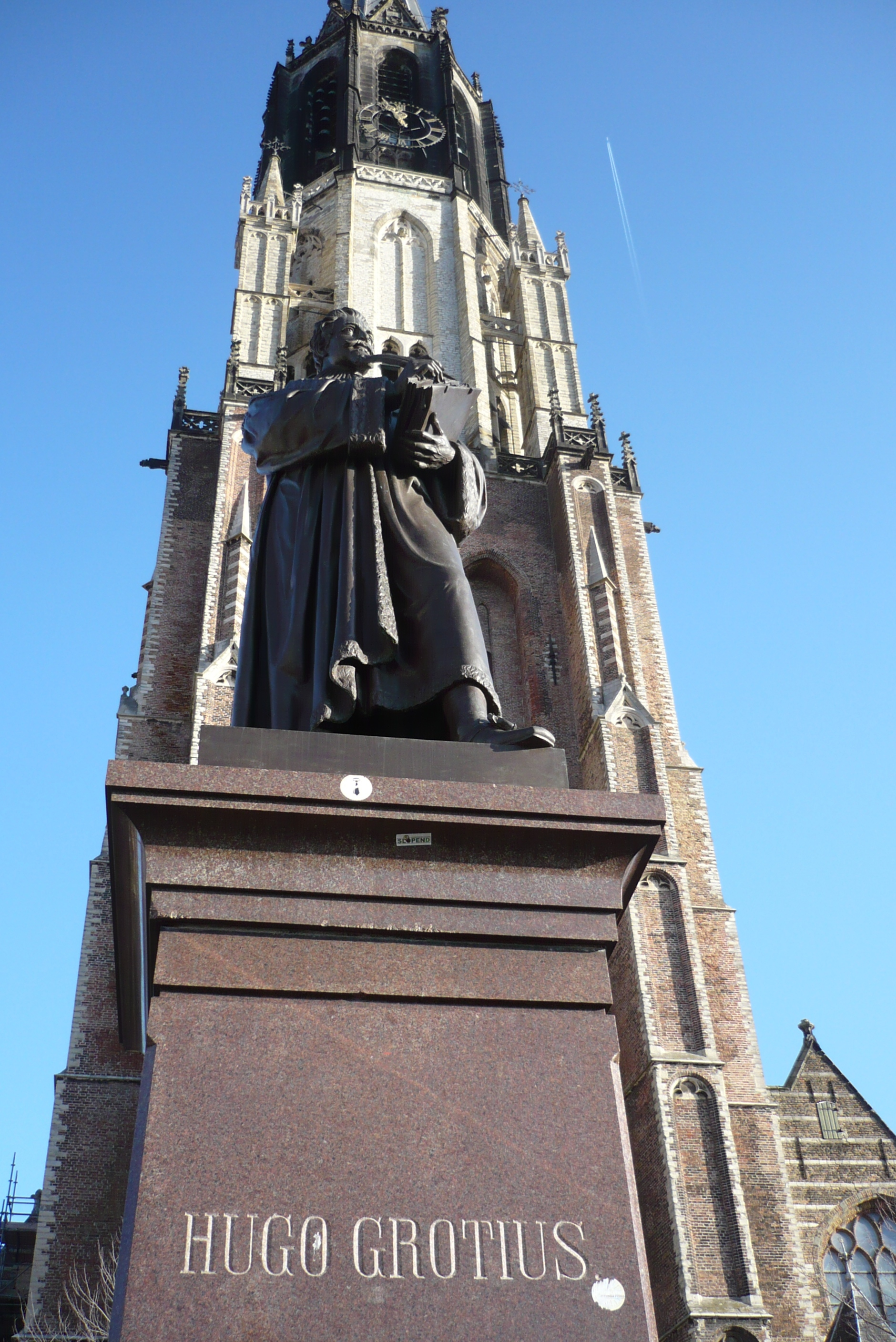
Socha Huga Grotia na náměstí Markt

- Michaëlla Krajicek (* 9. ledna 1989)

## Osobnosti spojené s městem
- Vilém I. Oranžský (1533–1584)
- Luisa de Coligny (1555–1620)
- Carel Fabritius (1622–1654)
- Balthasar van der Ast (1593/4–1656)
- Jan Steen (1626–1679)
- Pieter de Hooch (1629–1684)
- Josef Lederer (1917–1985)

## Partnerská města
- Freiberg, Německo
- Aarau, Švýcarsko
- Adapazarı, Turecko
- Estelí, Nikaragua
- Pretórie, Jižní Afrika
- Kfar Saba, Izrael